# Irish Albums Chart
The Irish Albums Chart là một loại ngành công nghiệp âm nhạc Ireland tiêu chuẩn phổ biến bảng xếp hạng album được phát hành hàng tuần bởi Hiệp hội Thu âm Âm nhạc Ireland. Bảng xếp hạng này dựa trên doanh số tiêu thụ album thông qua các dữ liệu được cung cấp mỗi ngày từ việc download kỹ thuật số trên mạng. Một bảng xếp hạng với các vị trí xếp hạng mới được biên soạn và chính thức ra mắt công chúng bởi Hiệp hội Âm nhạc Ireland xuất bản vào ngày thứ sáu lúc giữa trưa. Bảng xếp hạng kết thúc ra mắt để biên soạn lại vào trước ngày thứ năm.

## Liên kết
- Current Irish Albums Chart – Top 100 PositionsLưu trữ ngày 2 tháng 9 năm 2008 tại Wayback Machine